# Урочище Ставліш
Урочище Ставліш розташоване в місті Іршава, Закарпатська область, Україна. Це природний об'єкт, який є частиною ландшафтного резервуару і відзначається своєю багатою флорою та фауною. Урочище Ставліш є важливим елементом природного середовища Закарпаття.

## Історія
Урочище Ставліш має значну природоохоронну цінність завдяки своїм унікальним природним ландшафтам та екосистемам. Дослідження та охорона цього регіону розпочалися з метою збереження його природних ресурсів та біорізноманіття, що робить його важливою частиною природоохоронних заходів області.
У 2012 році в урочищі Ставліш, що на околиці Іршави, відбувся відкритий чемпіонат області з пішохідного туризму та спортивного орієнтування серед юнаків «ЄвроКарпати-2012». Цей захід привернув увагу багатьох любителів активного відпочинку та спортивного туризму.

## Сусідні водойми
Урочище Ставліш розташоване поруч з кількома невеликими водоймами, такими як струмки та річки, які забезпечують водопостачання для місцевої флори та фауни. Ці водойми є важливими для підтримки екосистеми урочища.

## Біота
Урочище Ставліш відзначається різноманіттям рослин і тварин, характерних для Карпатського регіону. Тут збереглися численні рідкісні види флори та фауни, а також типові карпатські ландшафти з лісами і луками. Це робить урочище важливим для дослідження біорізноманіття і охорони природних ресурсів.

## Панорама
Панорама урочища Ставліш вражає своєю природною красою. Мальовничі пейзажі складаються з зелених лісів, живописних пагорбів і прозорих водойм. З різних точок урочища відкриваються захоплюючі види, які є популярними серед туристів та любителів природи.